# Мирбах, Фелициан
Фелициан Мирбах, барон фон Рейнфельд (нем. Felician Myrbach; 19 февраля 1853[…], Залещики — 14 января 1940, Клагенфурт-ам-Вёртерзе) — австрийский дворянин, художник-баталист, график и иллюстратор. Один из основателей Венского сецессиона и Венских мастерских, директор школы Прикладного искусства в Вене. Видный мастер эпохи венского модерна.

## Биография
Сын Франца Мирбаха, губернатора австрийской Буковины. Учился в Терезианской военной академии, затем в венской Академии изобразительных искусств. Служил офицером, параллельно занимаясь творчеством. В 1884 году вышел в отставку в чине гауптмана 2-го класса и выехал в Париж, где проживал до конца XIX века. Иллюстрировал книги Доде, Гюго, Жюль Верна и других. Вернувшись в Вену, активно включился в художественную жизнь как художник, педагог и организатор. В 1903 году стал президентом Венского Сецессиона.  Был близок к Густаву Климту, вместе с которым в 1905 году покинул Сецессион. После этого вновь проживал в Париже, с началом Первой мировой войны выехал в Испанию, вернулся в Австрию в 1936 году.
Фелициан Мирбах был известен как плодовитый книжный и журнальный иллюстратор, рисунки которого нередко размещались на обложках австрийских журналов или сопровождали издания популярных художественных книг. Многие работы Мирбаха посвящены Революционным и Наполеоновским войнам, в изображении которых ему были свойственны высокая точность и знание деталей.

## Галерея

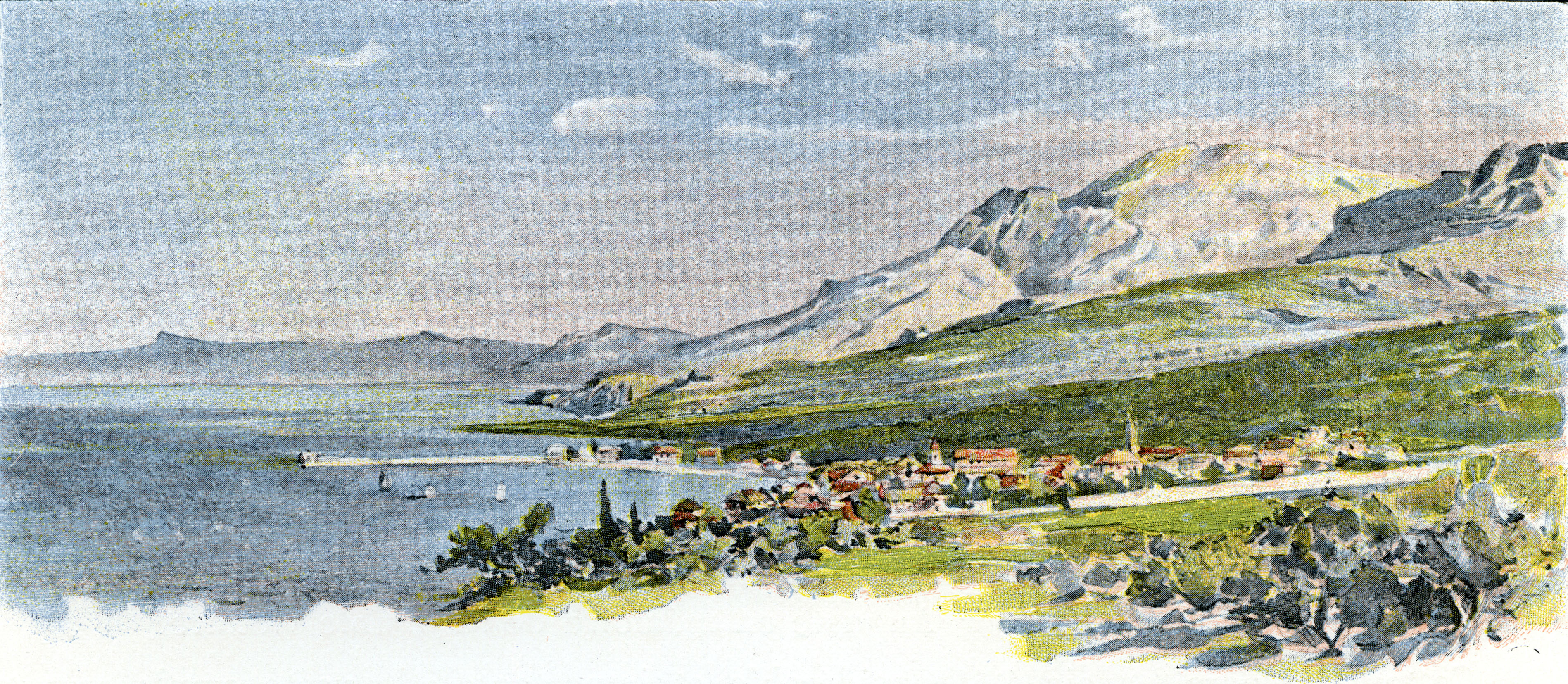
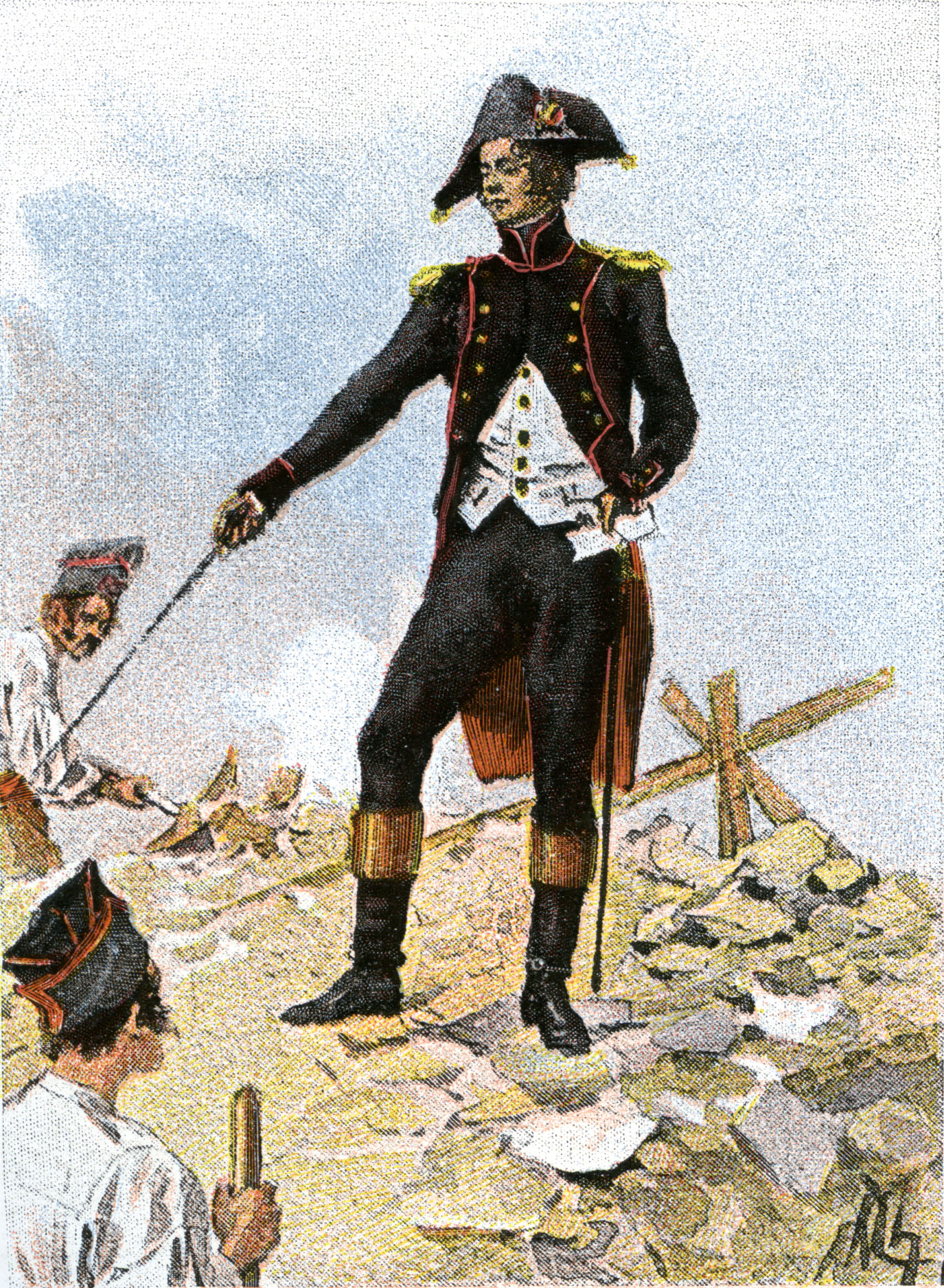
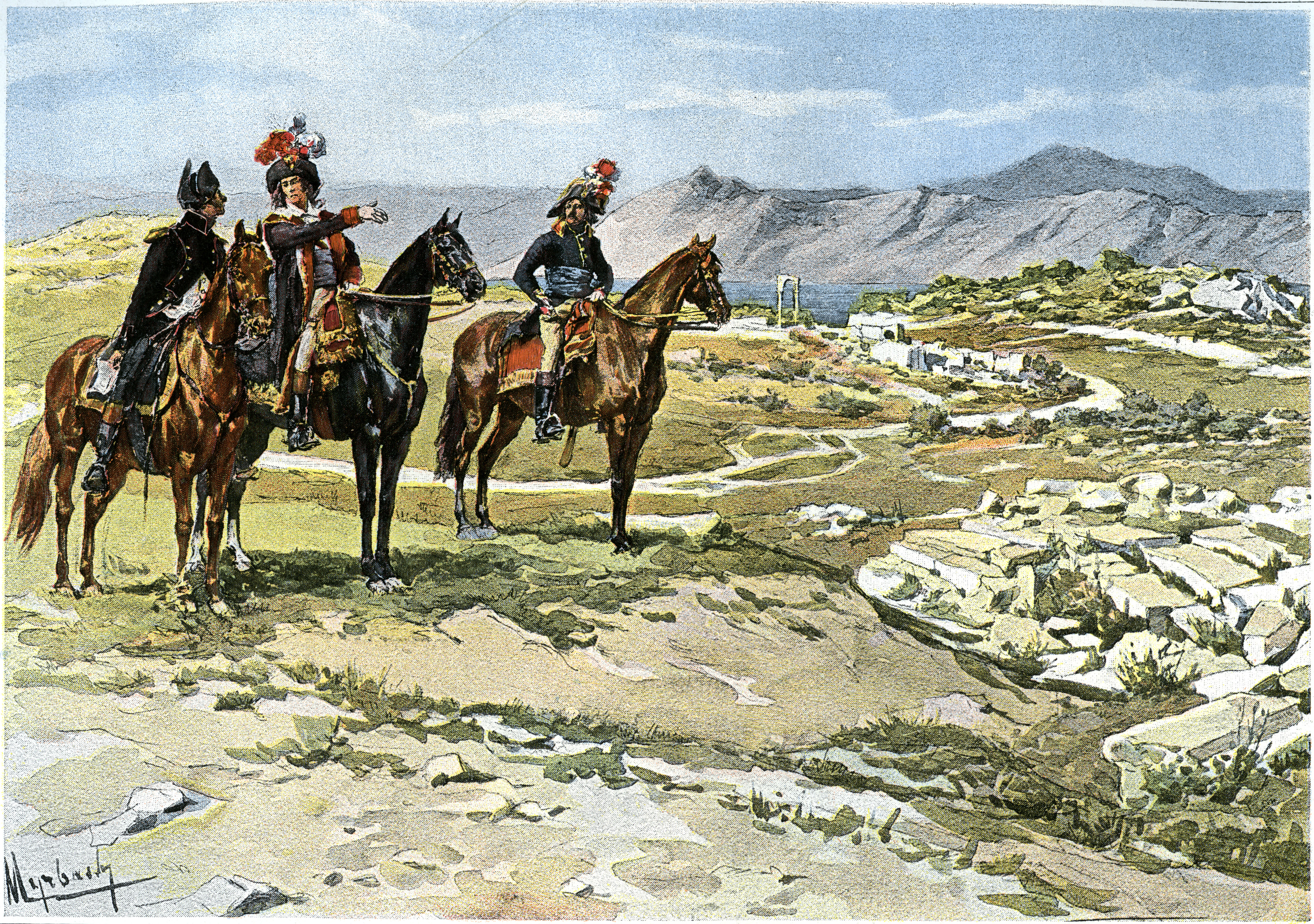
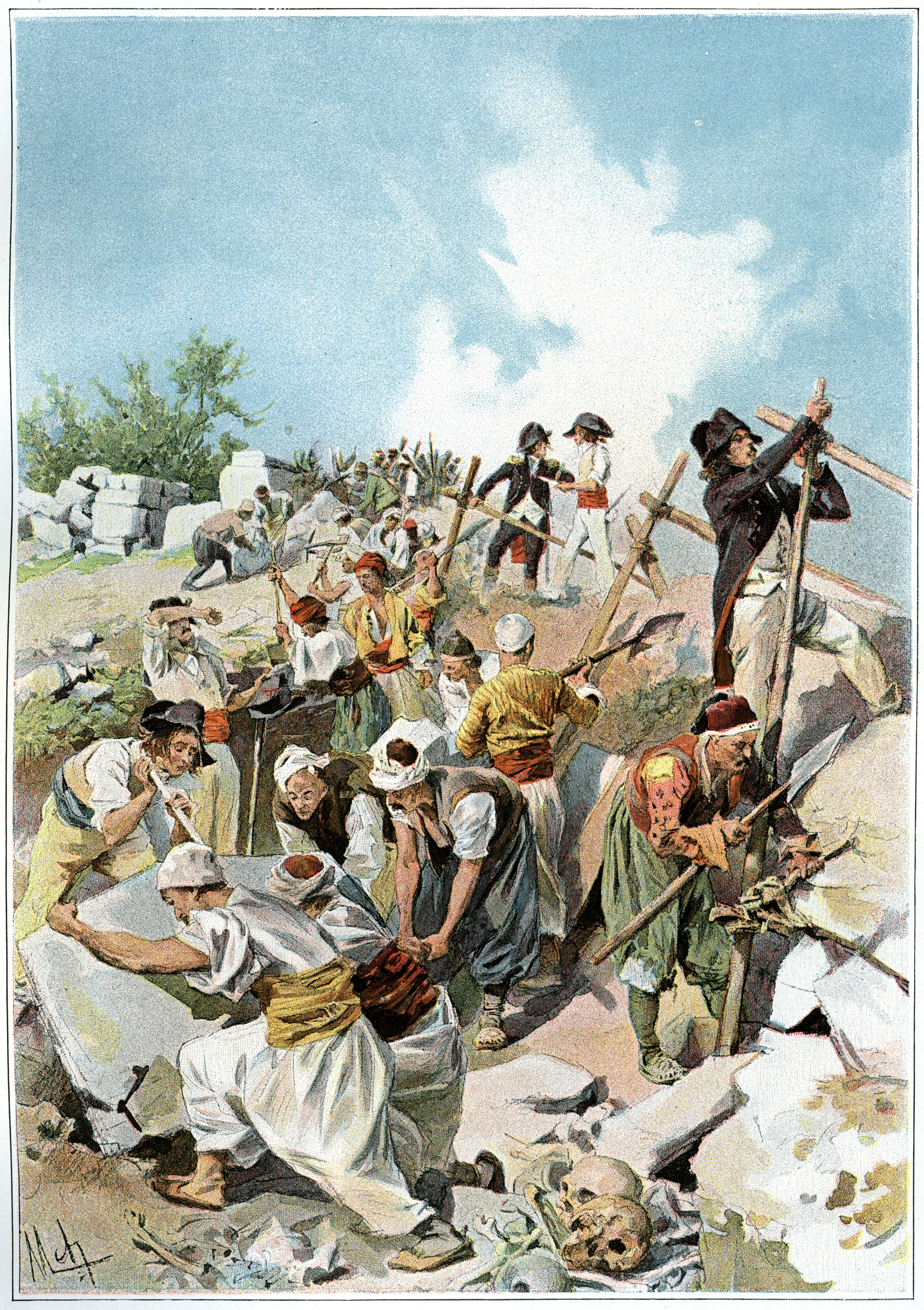
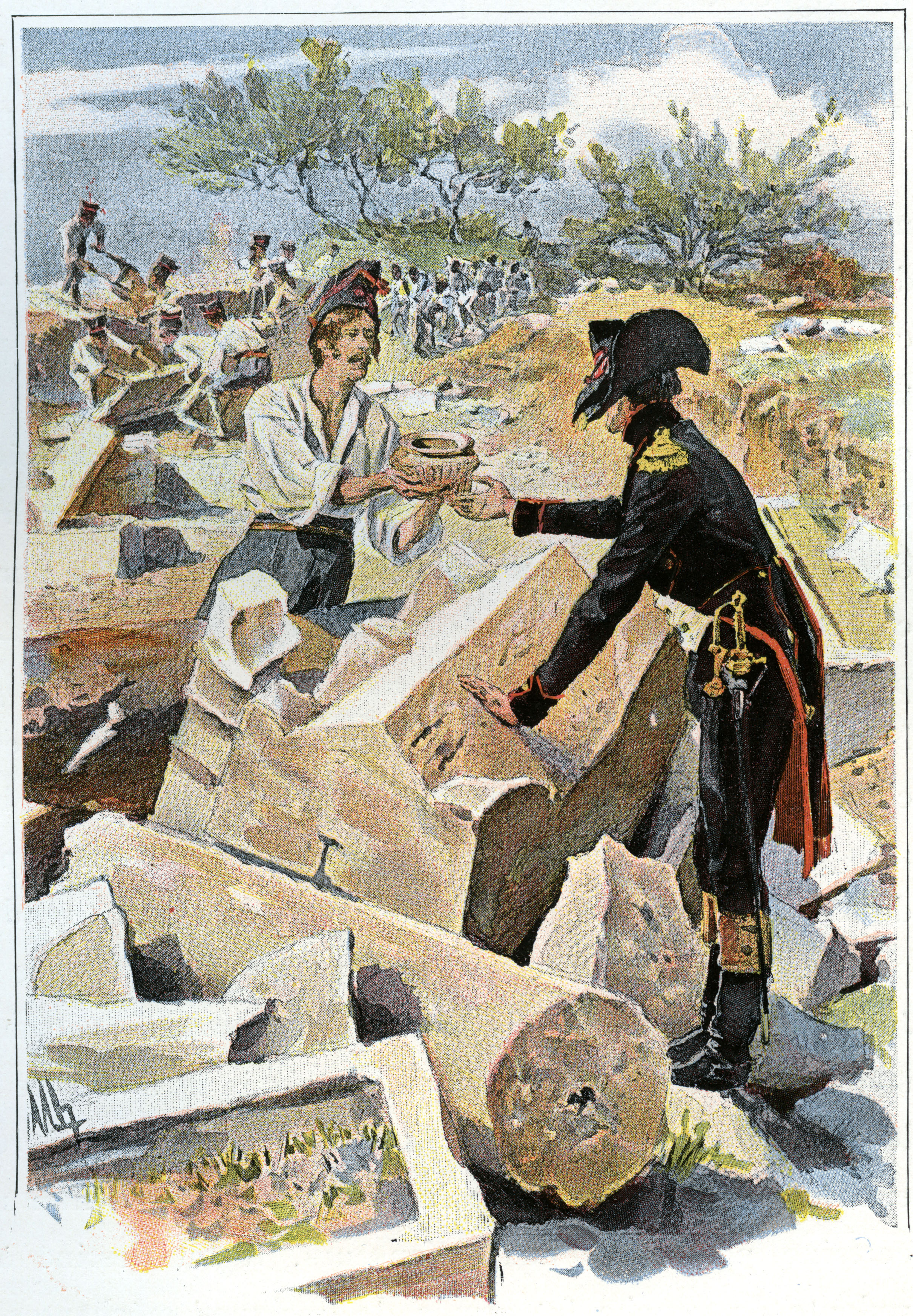
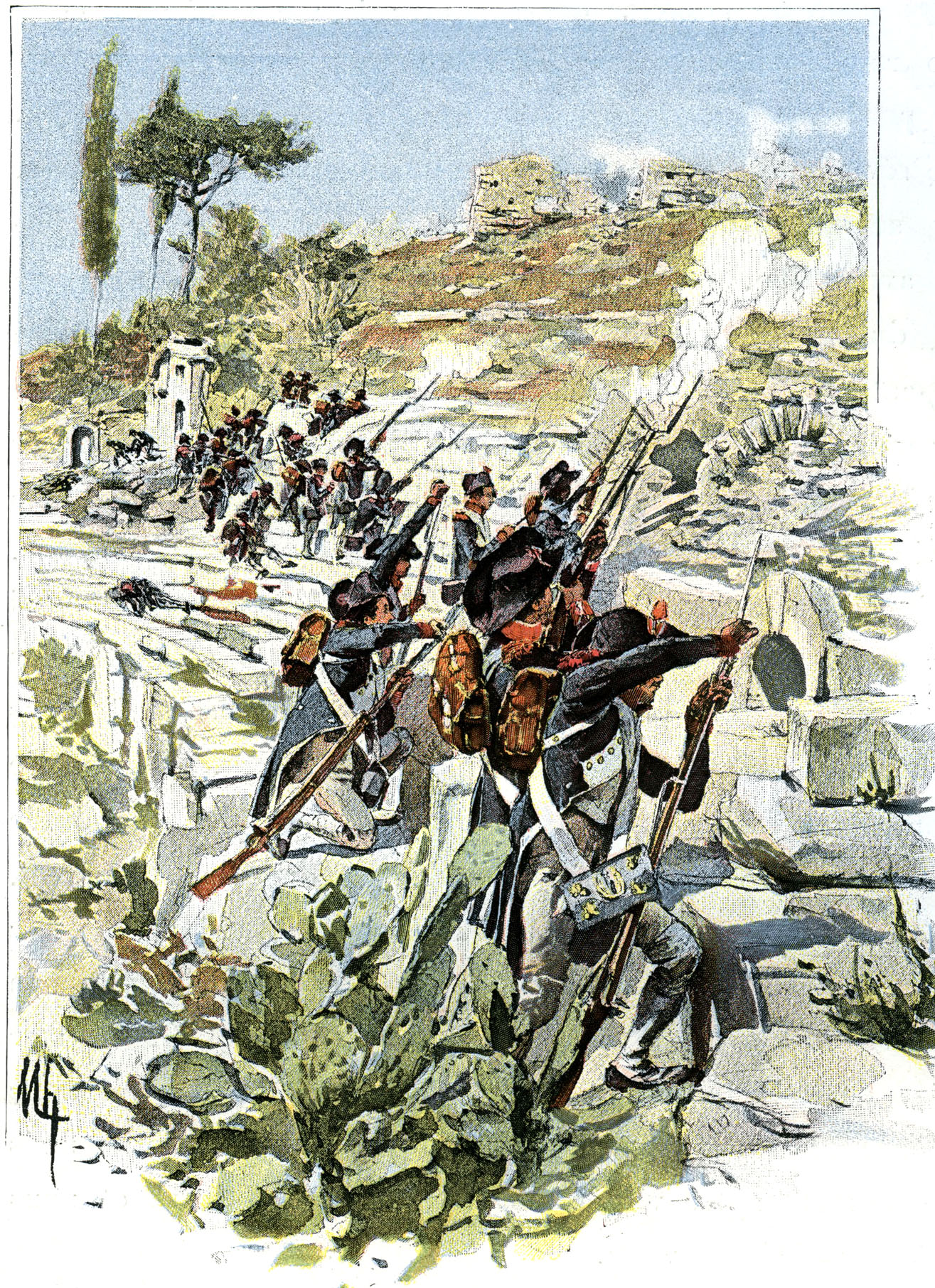
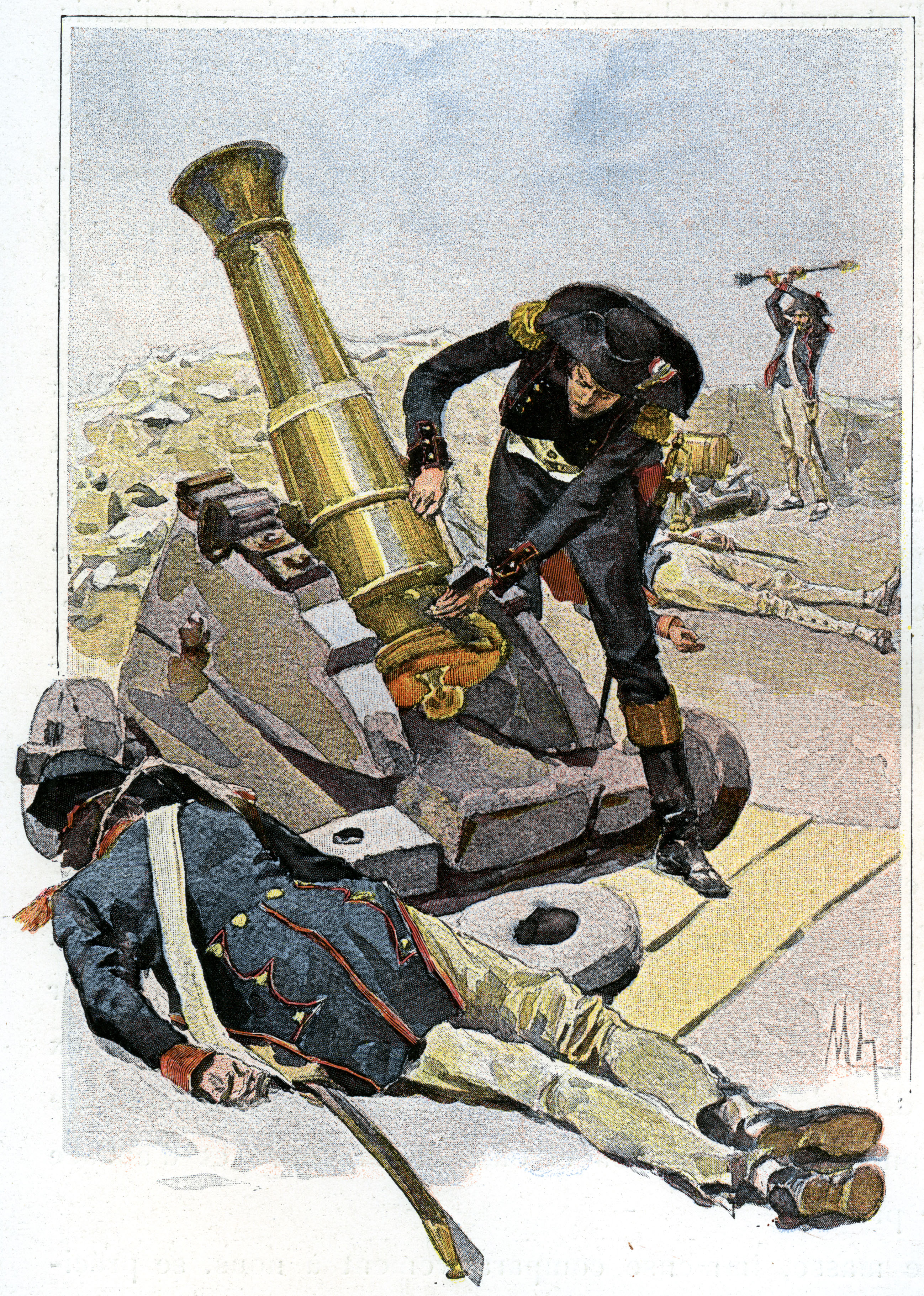
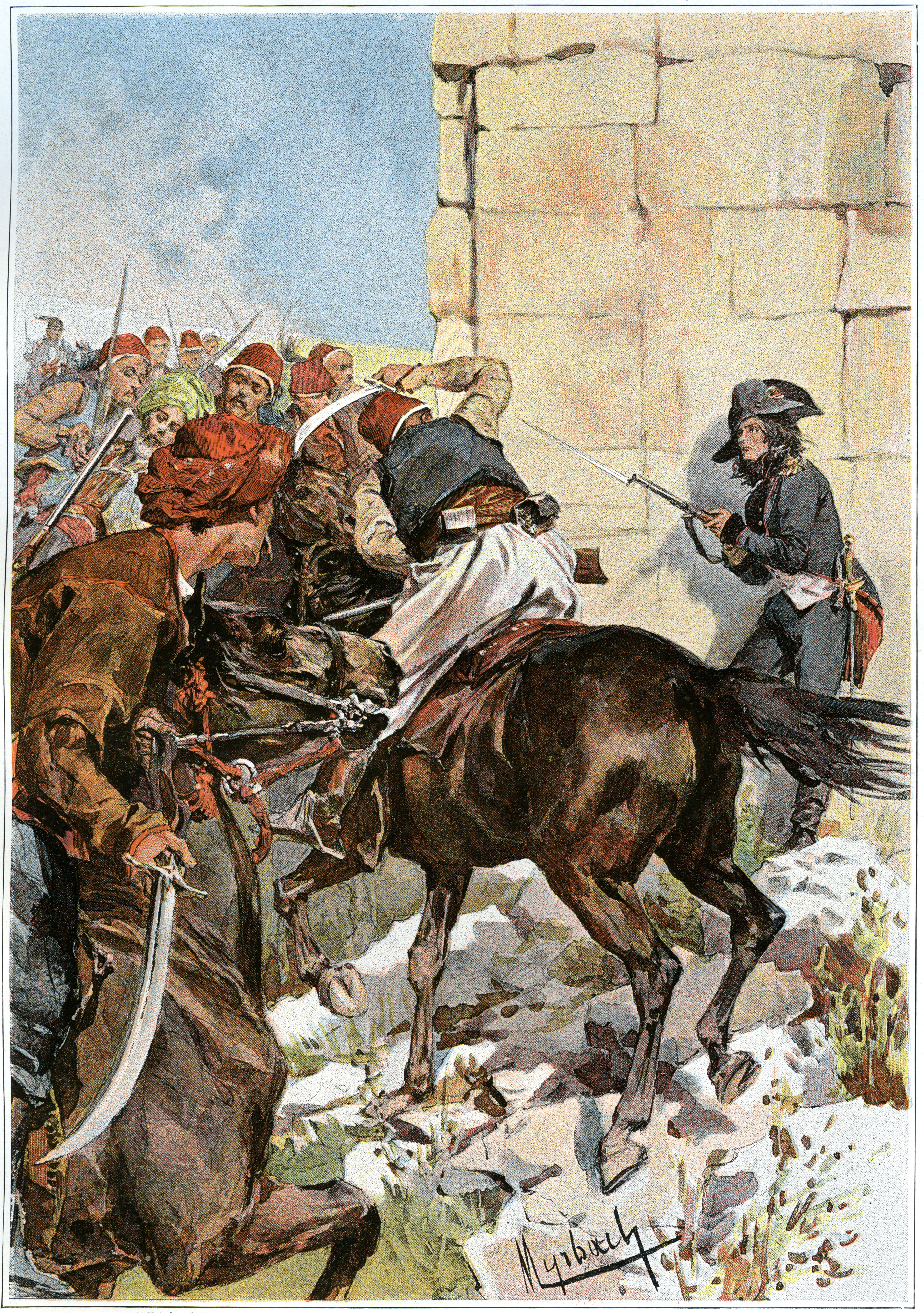
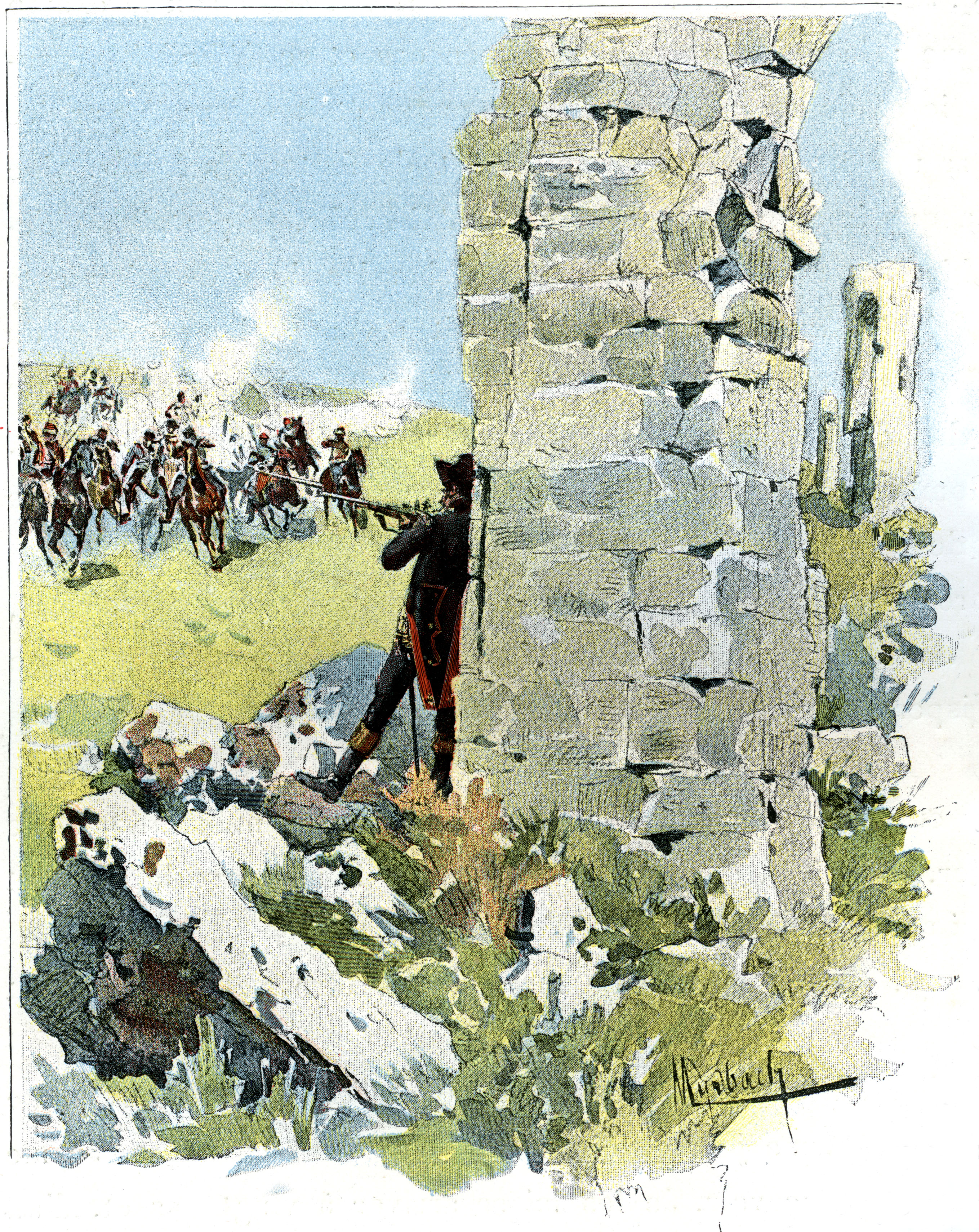
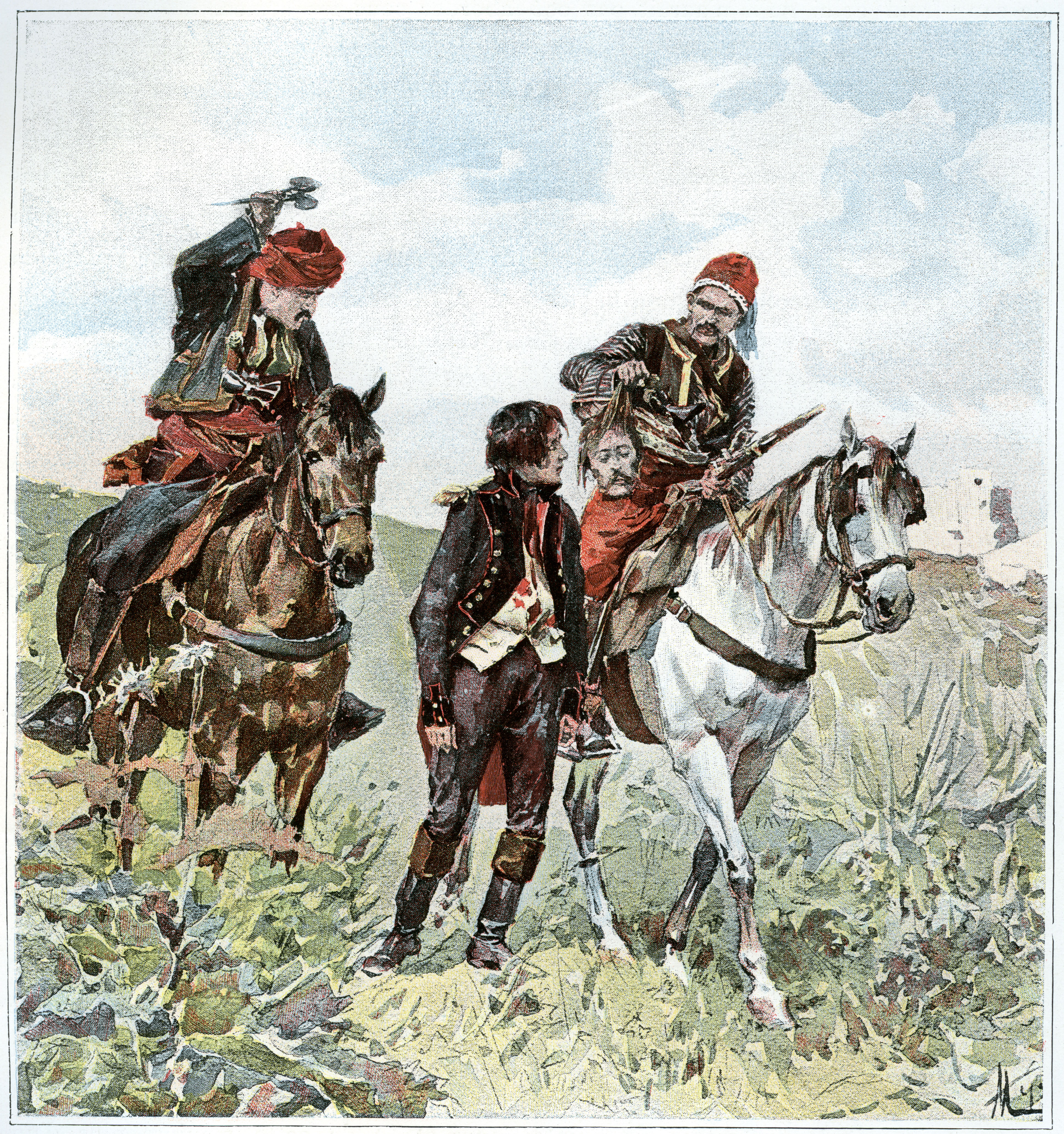
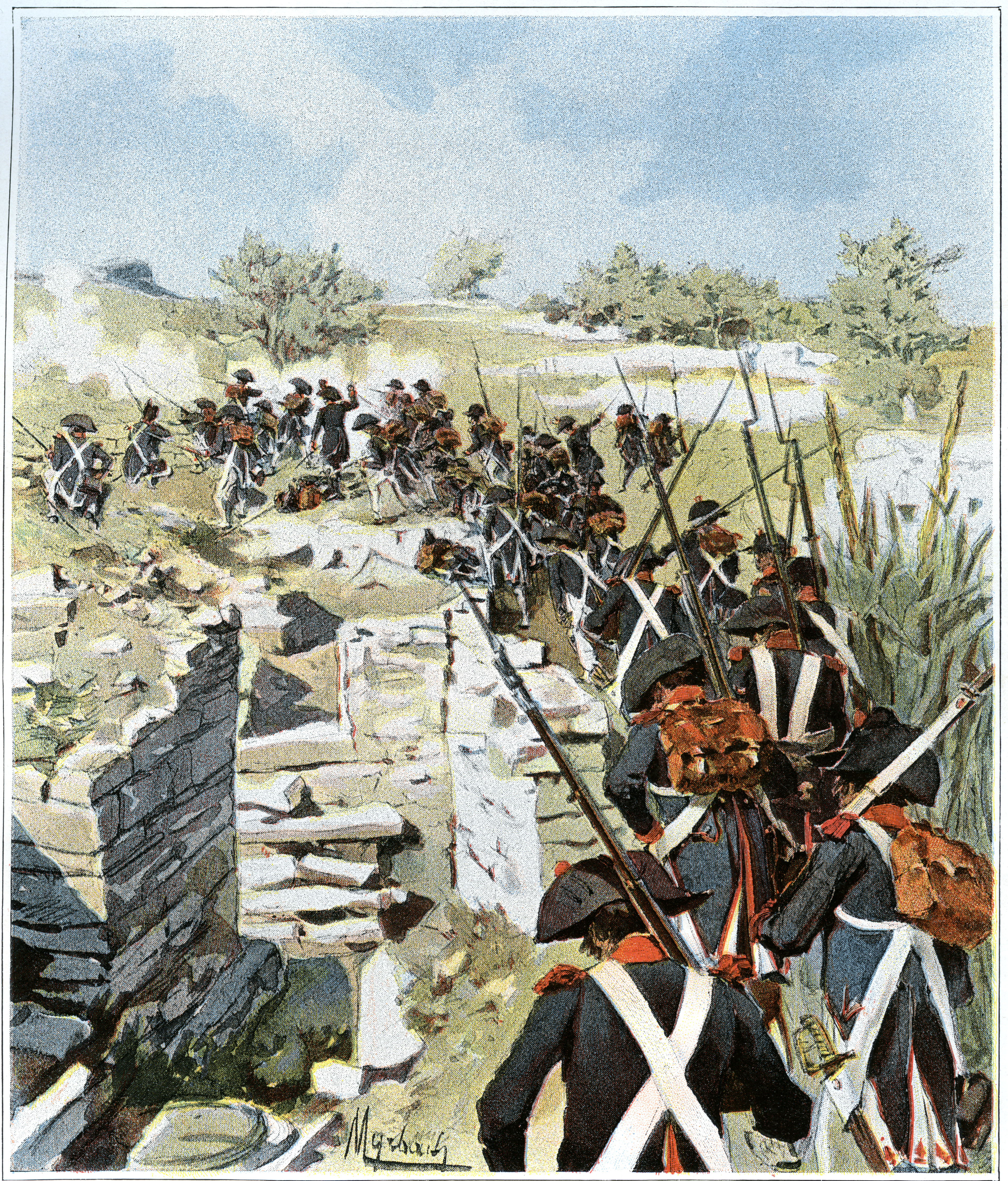
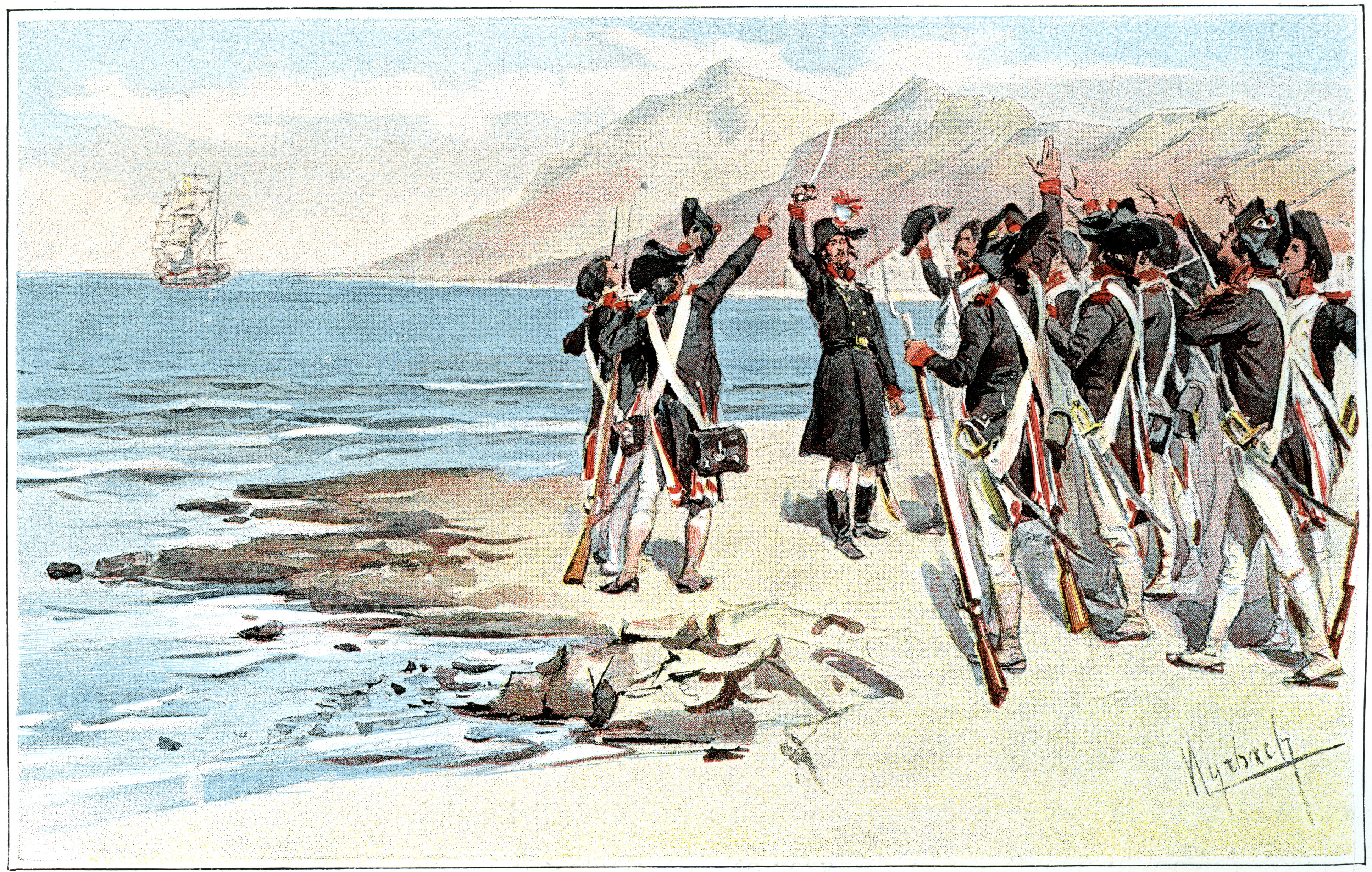
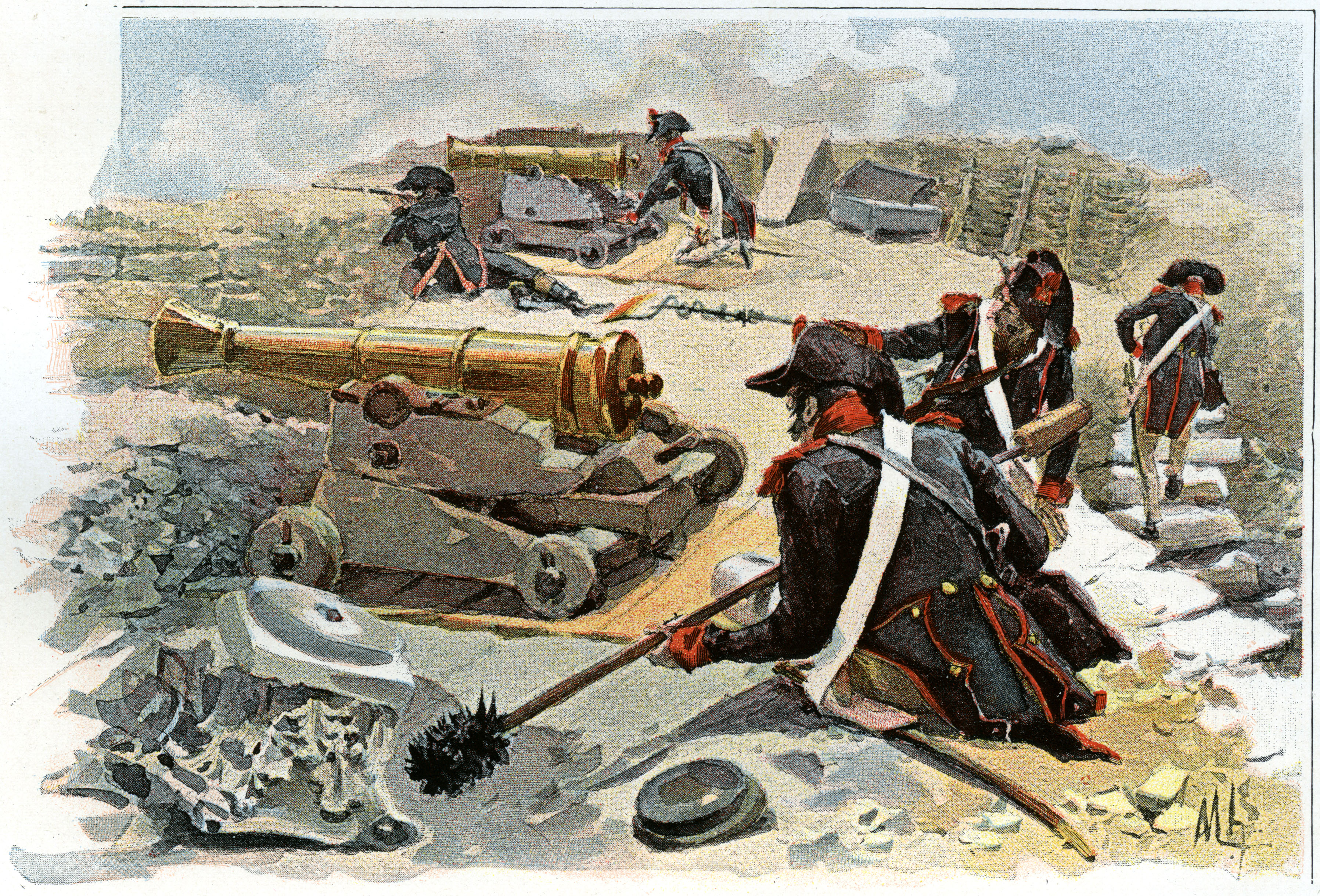

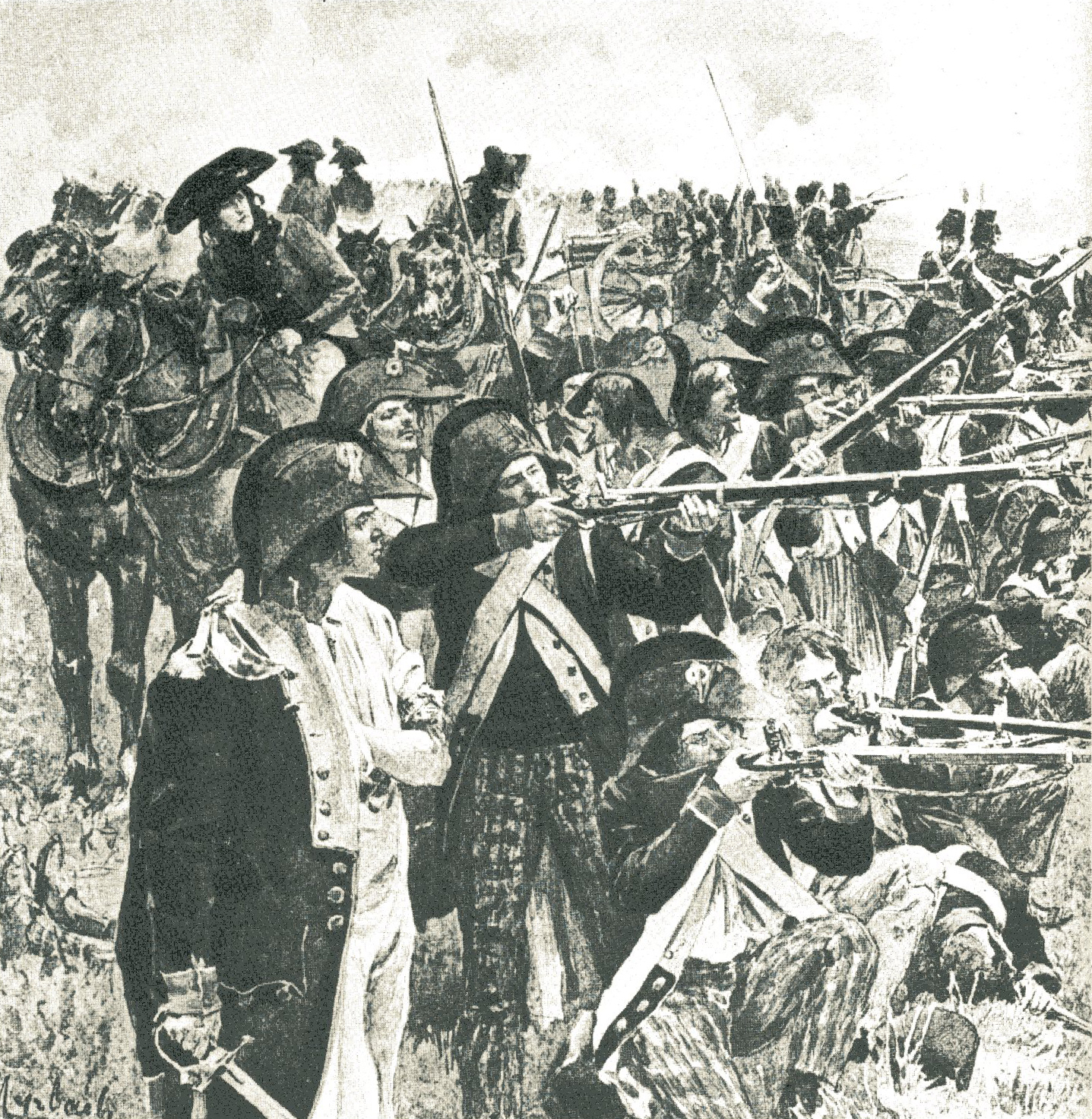
Начальный этап революционных войн. Батальон республиканской армии.
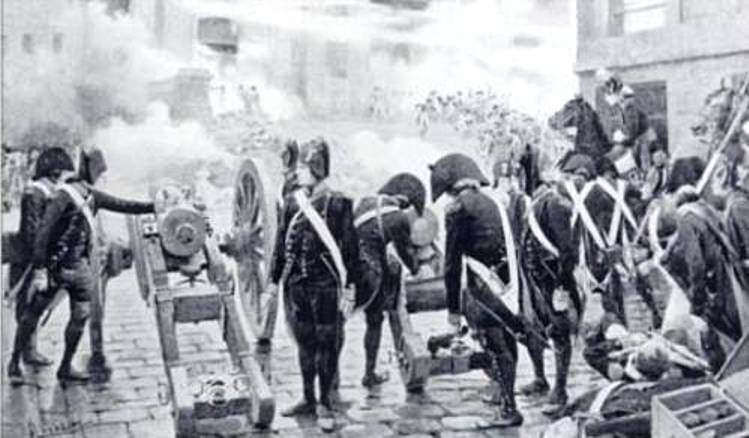
Генерал Бонапарт подавляет Вандемьерский мятеж.
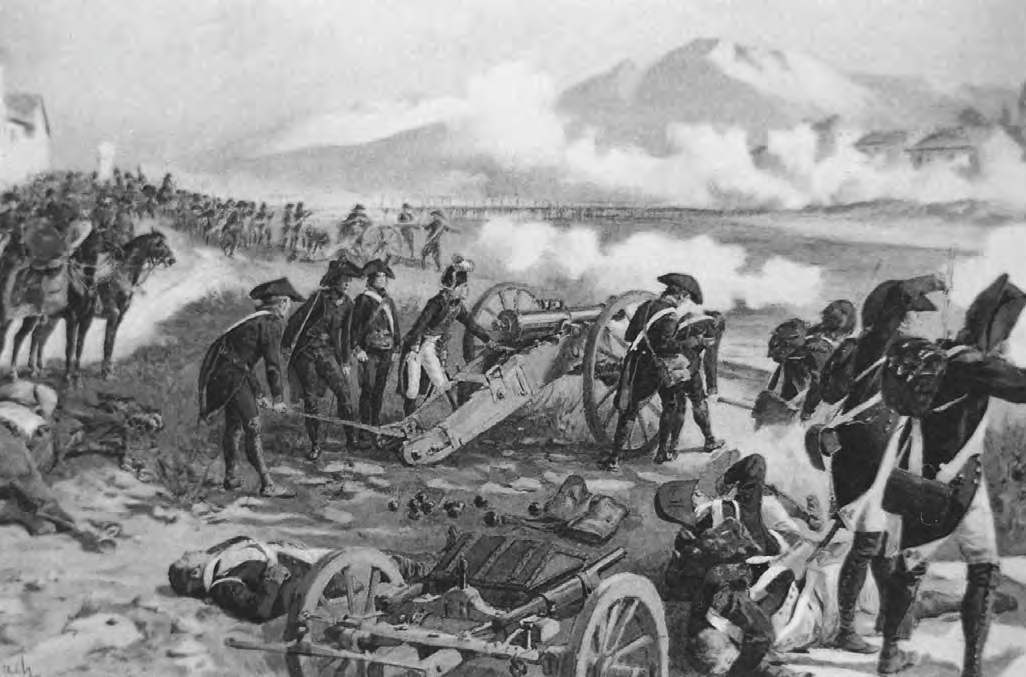
Битва при Лоди.
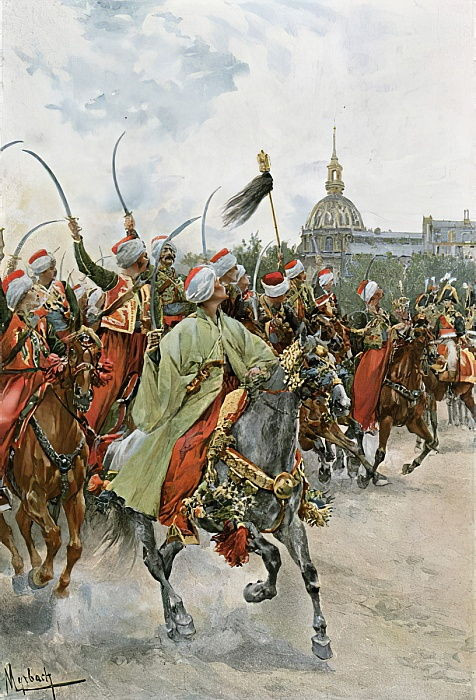
Мамлюки на параде.
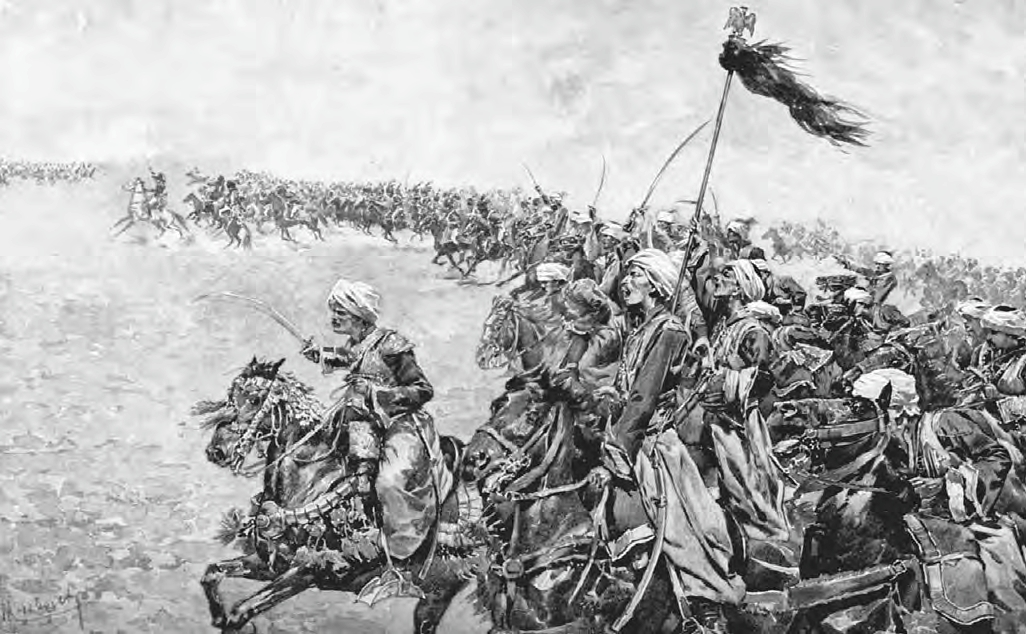
Атака мамлюков.
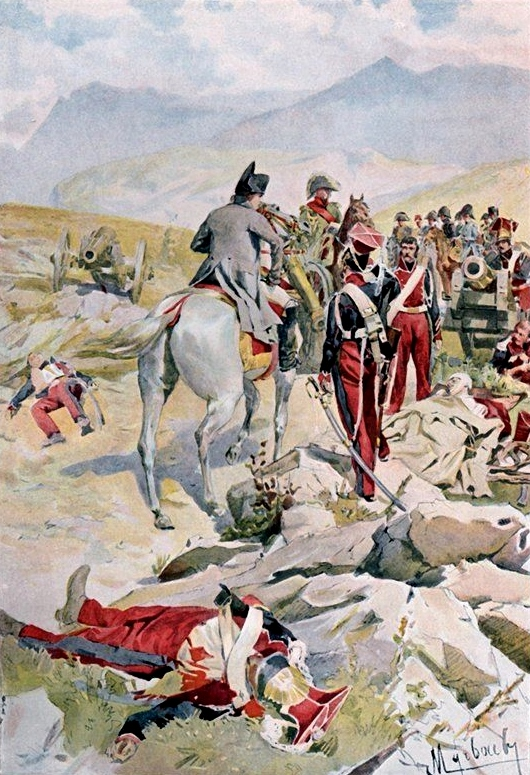
Битва при Сомосьерре.
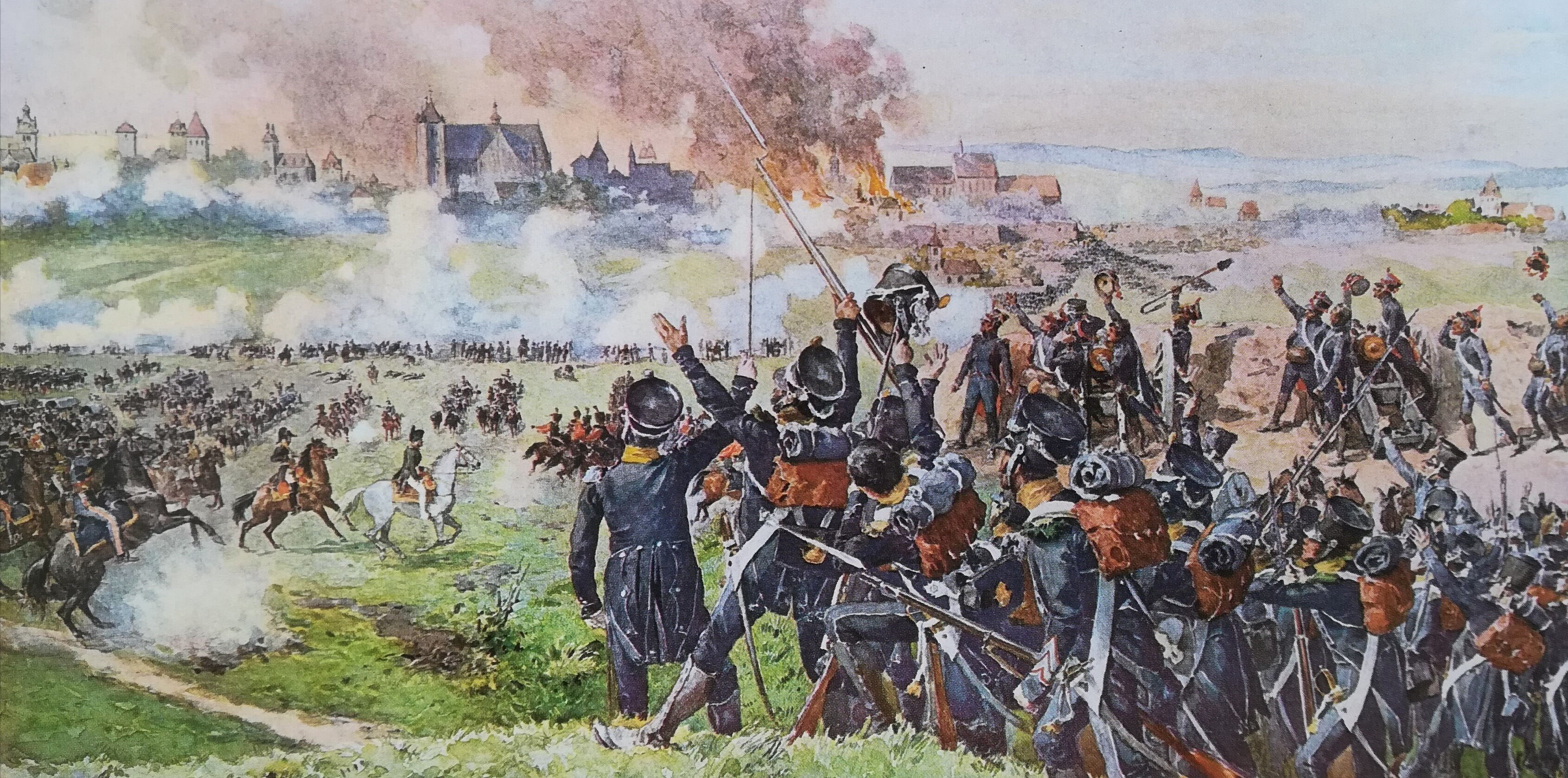
Наполеон объезжает войска в ходе битвы при Ратисбонне 23 апреля 1809 года.
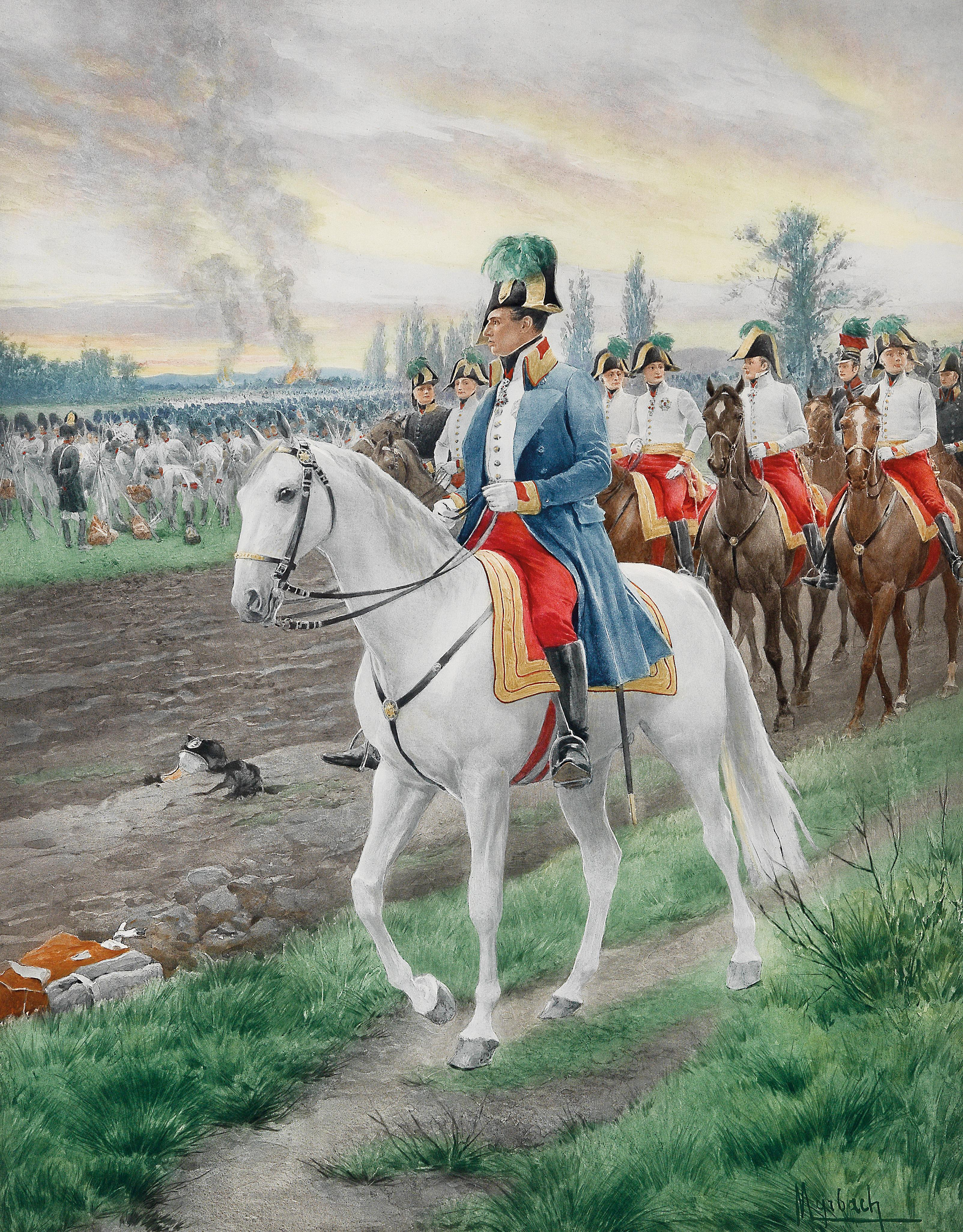
Эрцгерцог Карл со своим штабом в 1809 году.
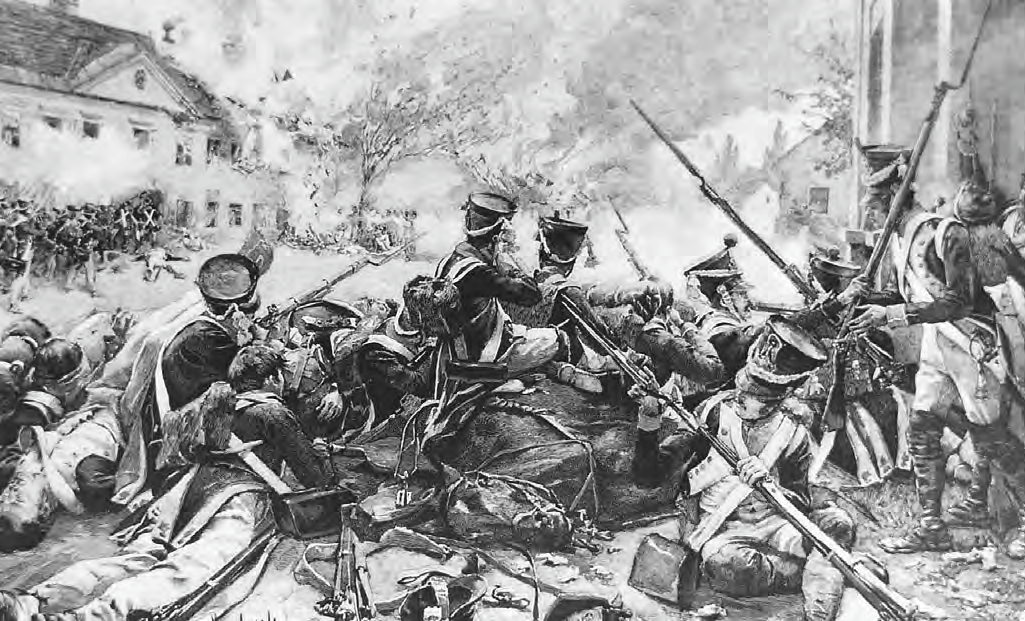
Битва при Асперн-Эсслинге.
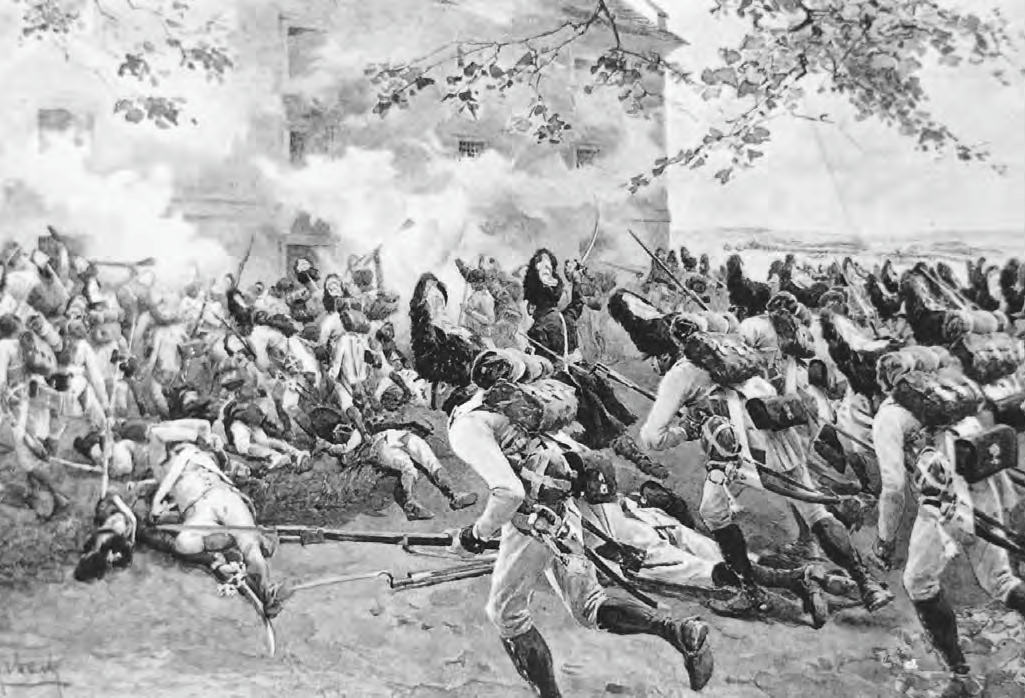
Австрийские гренадеры при Эсслинге.

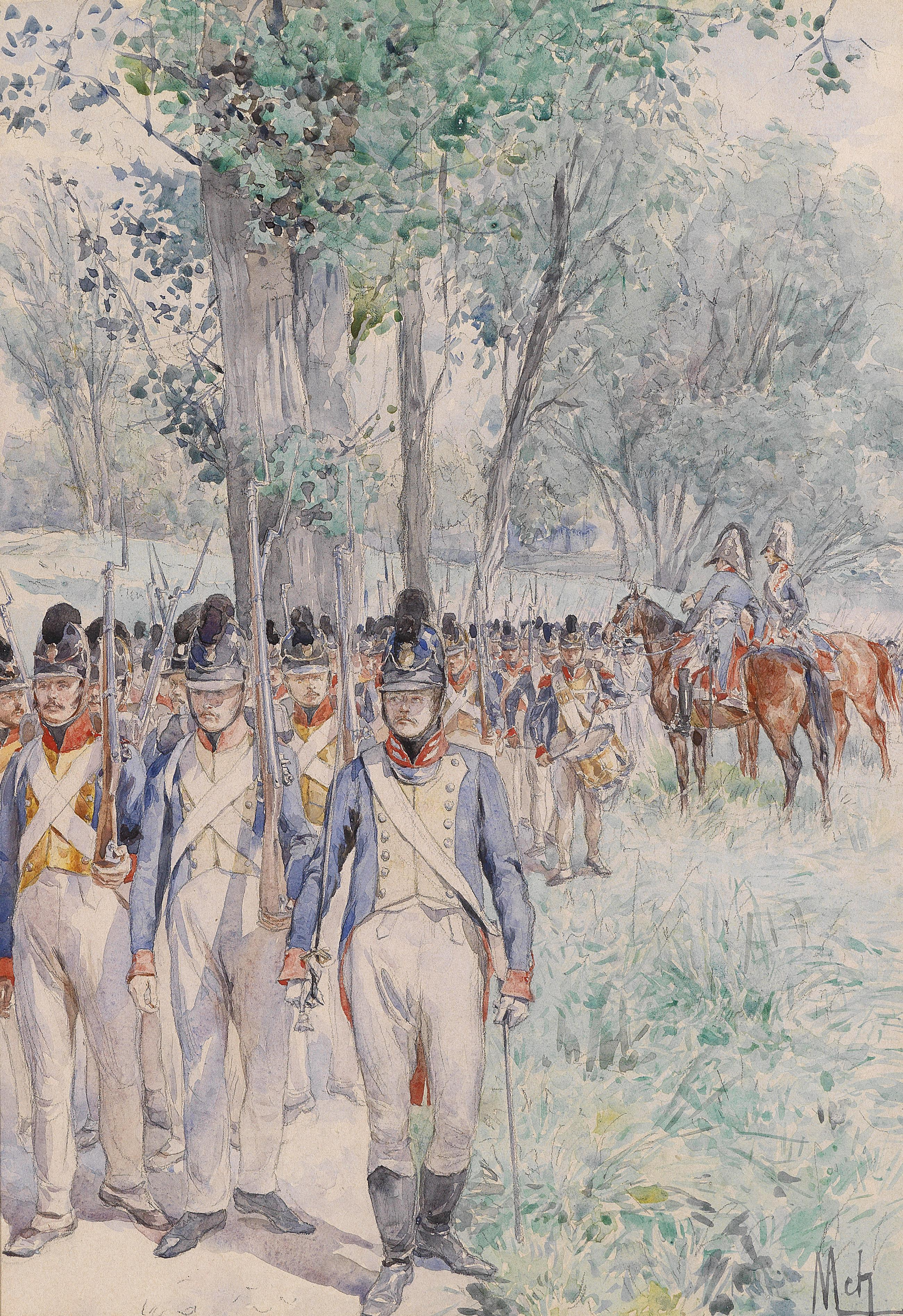
Пехотный полк на марше.
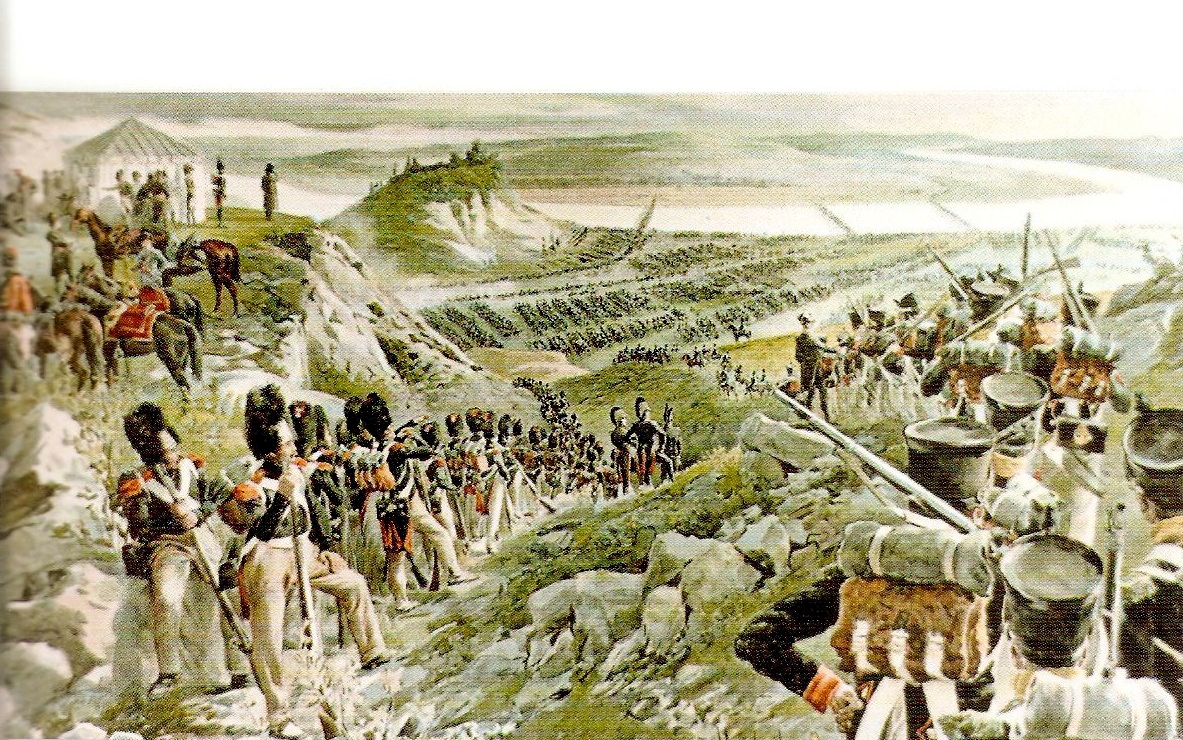
Переправа через Неман.
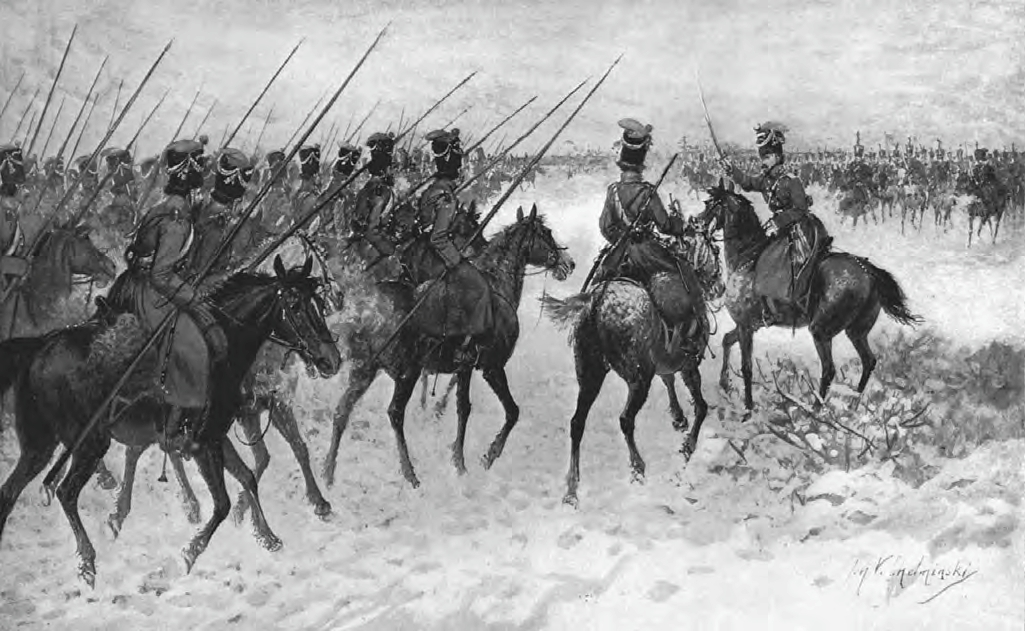
Казаки.